# Moses Simon
Moses Daddy-Ajala Simon (Jos, 1995. július 12. –) nigériai válogatott labdarúgó, a francia Paris csatára.

## Pályafutása
Simon a nigériai GBS Akadémiáján kezdte meg pályafutását. Itt figyelt fel rá a holland Ajax ifjúsági akadémiája ahova 2013-ban igazolt. Profi pályafutását a szlovák FK AS Trenčín csapatában kezdte meg. Játszott a belga KAA Gent és a spanyol Levante UD csapataiban is. 2019-ben igazolt Franciaországba a Nantes együttesébe kölcsönben egy évre. 2020-ban a klub végleg megvásárolta a játékjogát. 2025. június 25-én hat szezon után távozott és hároméves szerződést kötött a Paris csapatával, amely hétmillió eurót fizetett érte.

## Sikerei, díjai
- KAA Gent
  - Belga bajnok: 2014–15
  - Belga szuperkupa: 2015

- Nantes
  - Francia kupa: 2021-22

## Külső hivatkozások
- Ismertetője a transfermarkt.de honlapján